# Teays Valley, West Virginia
Teays Valley, West Virginia (енгл. Teays Valley) насељено је место без административног статуса у америчкој савезној држави Западна Вирџинија.

## Демографија
По попису из 2010. године број становника је 13.175, што је 471 (3,7%) становника више него 2000. године.
| Група             | 2000.          | 2010.          |
| Белци             | 12.186 (95,9%) | 12.476 (94,7%) |
| Афроамериканци    | 119 (0,9%)     | 207 (1,6%)     |
| Азијати           | 202 (1,6%)     | 208 (1,6%)     |
| Хиспаноамериканци | 98 (0,8%)      | 126 (1,0%)     |
| Укупно            | 12.704         | 13.175         |